# Maciej Konacki

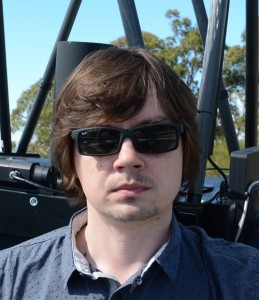
Maciej Konacki

Maciej Konacki (* 1972 in Toruń, Polen) ist ein polnischer Astronom, der durch die vermeintliche Entdeckung eines extrasolaren Planeten um HD 188753 A bekannt wurde. Die Entdeckung konnte jedoch späteren Untersuchungen nicht standhalten.

## Ausbildung
Konacki erhielt den Master of Science Astronomie an der Universität Toruń im Jahre 1996. Vier Jahre später erhielt er den Ph. D. ebenfalls dort. Seit 2006 ist er Associate Professor am Nikolaus-Kopernikus-Zentrum der Polnischen Akademie der Wissenschaften in Toruń.